# Sainte-Marguerite-d'Elle
Sainte-Marguerite-d'Elle is een gemeente in het Franse departement Calvados (regio Normandië) en telt 743 inwoners (1999). De plaats maakt deel uit van het arrondissement Bayeux.

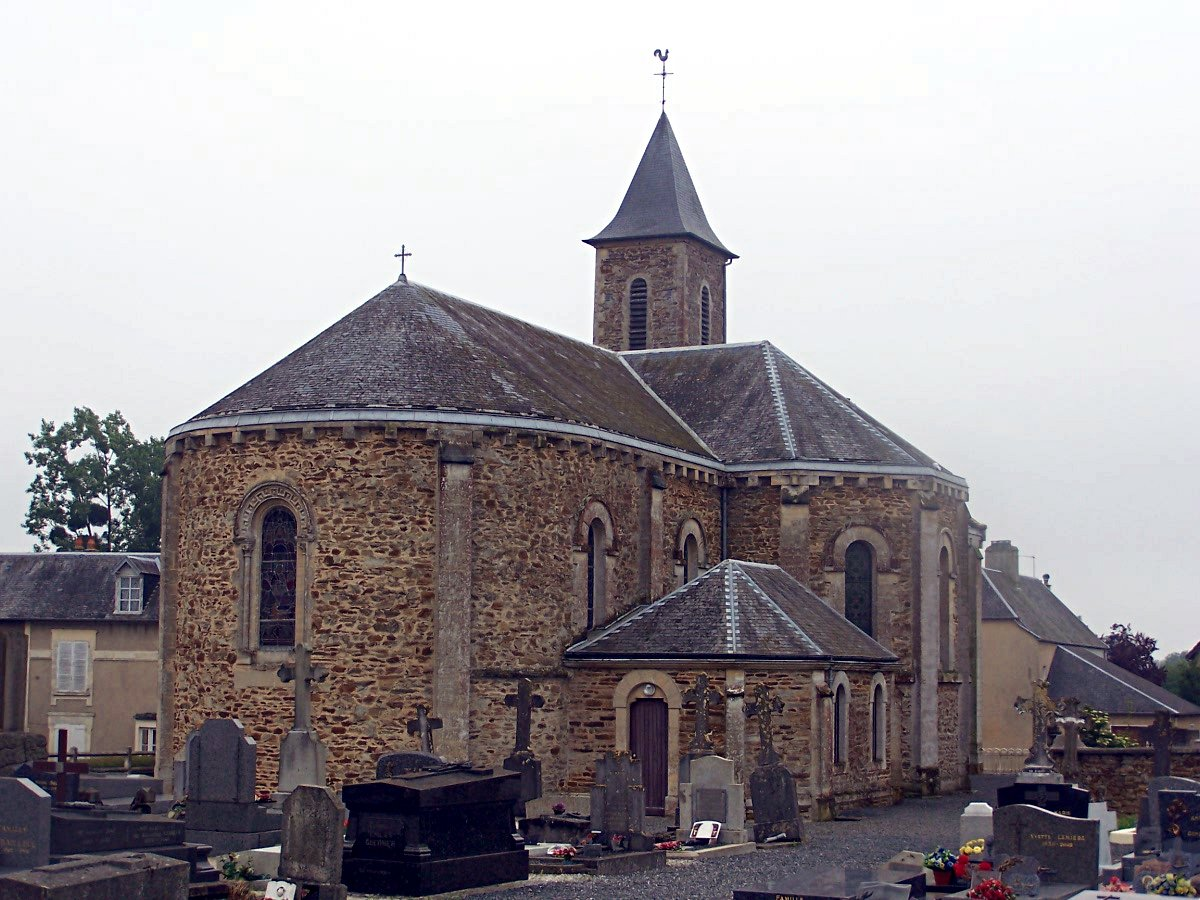
Kerk in Sainte-Marguerite-d'Elle
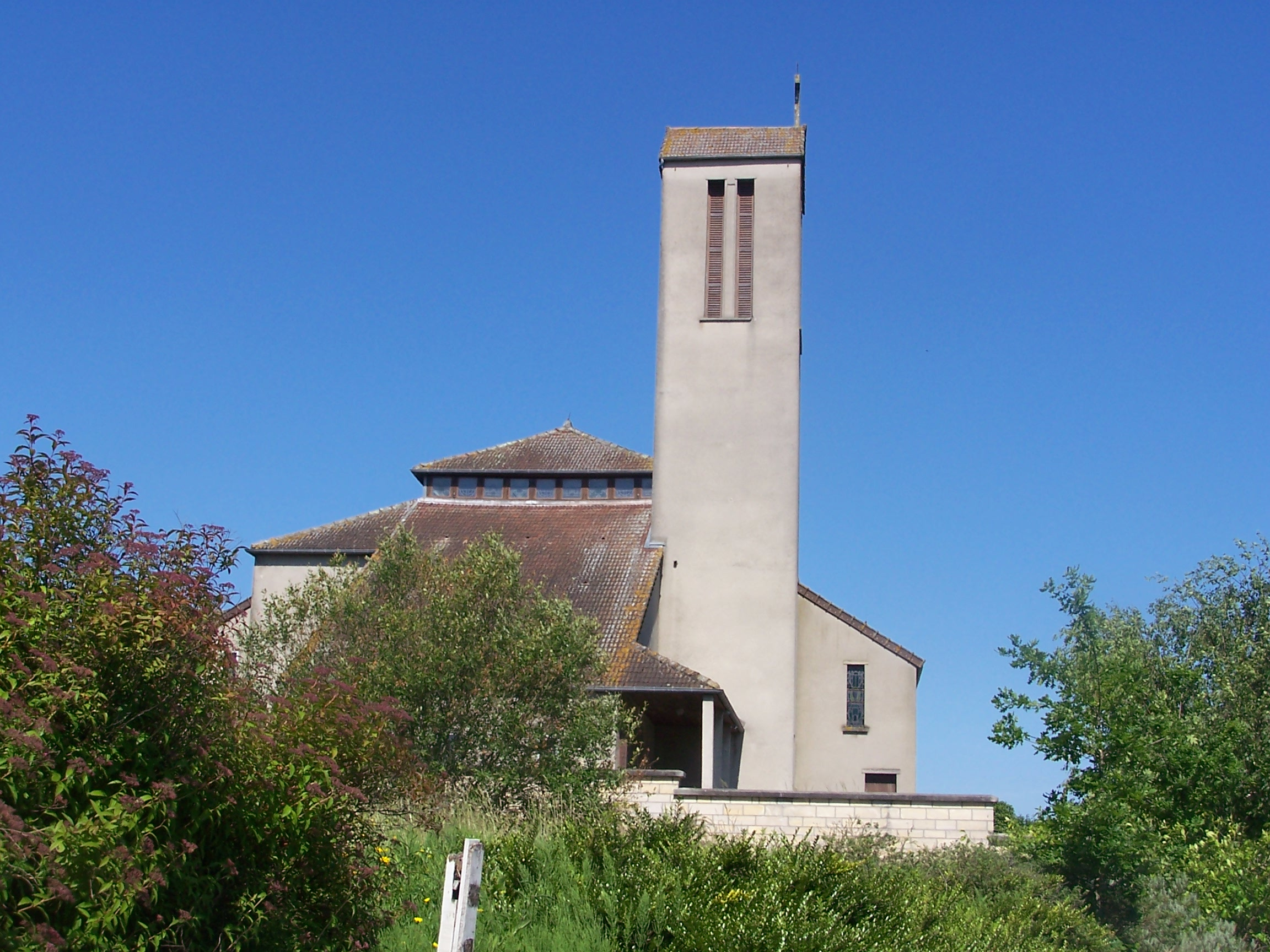
Notre Dame de la Route, Sainte-Marguerite-d'Elle

## Geografie
De oppervlakte van Sainte-Marguerite-d'Elle bedraagt 20,5 km², de bevolkingsdichtheid is 36,2 inwoners per km².
De onderstaande kaart toont de ligging van Sainte-Marguerite-d'Elle met de belangrijkste infrastructuur en aangrenzende gemeenten.

## Demografie
Onderstaande figuur toont het verloop van het inwonertal (bron: INSEE-tellingen).
Vanwege een beveiligingsprobleem met de MediaWiki Graph-software is het momenteel niet mogelijk deze grafiek weer te geven. Zodra de software is bijgewerkt zal de grafiek vanzelf weer zichtbaar worden.
1. ↑  Populations de référence 2022.